# 毛瓣狗牙花
毛瓣狗牙花（学名：Ervatamia continentalis var. pubiflora）为夹竹桃科狗牙花属下的一个变种。

## 扩展阅读
- 維基物種上的相關：毛瓣狗牙花